# Anner Bylsma
Anner Bylsma (La Haya, Países Bajos, 17 de febrero de 1934 – Ámsterdam, 25 de julio de 2019) fue un violonchelista neerlandés que alcanzó reconocimiento internacional interpretando el violonchelo moderno y barroco.

## Trayectoria musical
Estudió con Carel van Boomkamp en el Conservatorio Real de La Haya, ganando el Premio de excelencia en 1957. En 1959 ganó el primer premio en el Concurso Pau Casals en México. Luego fue el violonchelo principal de la Royal Concertgebouw Orchestra durante seis años (de 1962 a 1968), cuando era director titular de la formación Bernard Haitink.
Bylsma grabó en 1979 por primera vez las seis Suites para violonchelo solo, BWV 1007-1012 de Johann Sebastian Bach con un instrumento de la época. En 1992 se hizo una segunda grabación con el Servais Stradivarius y un violonchelo piccolo de cinco cuerdas.
Participó en cientos de grabaciones con algunos de los artistas más representativos del movimiento de interpretación historicista como Frans Brüggen, Gustav Leonhardt, René Jacobs y Jaap Schröder entre otros.
Él mismo escribió el libro Bach, The Fencing Master, un análisis estilístico y estético de las Suites para violonchelo solo de Bach. Dice de su libro:

«Lo escribí en reacción a las tonterías que frecuentemente escucho y leo cuando se habla de Bach. Creo que el libro es bueno, pero no es para todos. Aquellos que se contentan con tocar las suites de violonchelo de la manera en que siempre las han tocado deben abstenerse de leerlo. Pero, si usted está interesado en explorar un nuevo territorio, creo que debería leerlo. Escribir el libro, además de ser muy divertido, me dio muchas ideas nuevas para todo tipo de música, no sólo para música barroca. El libro es una búsqueda en territorio de Bach desconocido, si tal cosa existe... A veces soy un poco contundente en el libro. Por ejemplo, discuto mi aversión por las cuerdas de acero, que todo el mundo parece tocar. Creo que son feas y muy malas para el instrumento. Si usted tiene un hermoso instrumento italiano con cuerdas de acero, apenas se puede oír lo hermoso que es porque tiene mucha presión sobre él. Me preocupa que estamos destruyendo nuestros preciosos instrumentos. El libro está destinado a ser un placer para leer, y un tema de discusión».

Bylsma prestó especial atención al repertorio barroco de violonchelo. Fue uno de los pioneros de la Escuela Barroca Neerlandesa.
Expresa así su visión de los instrumentos de cuerda:

«¡Los solistas de instrumentos de cuerda tocan los instrumentos más bellos de la tierra! Sólo podemos empezar una nota desde el silencio, y tocar con inmensa sutileza. Otros instrumentos no tienen la paleta expresiva que tenemos. Así que los intérpretes de cuerda no deben ceder en el carácter de sus instrumentos tocándolos más fuerte para complacer a los demás. No estoy hablando de gente, estoy hablando de instrumentos... Simplemente no comparto el argumento de que los intérpretes de cuerda deben sonar más alto porque tenemos que tocar en salas más grandes. En un auditorio bien diseñado, se puede tocar con mucho matiz, y el público lo oirá claramente. Tenemos que dejar de buscar excusas para tocar de manera insensible. ¡La música debe ser la primera!».

Anner Bylsma estaba casado con la violinista neerlandesa Vera Beths.

## Publicaciones
- Bylsma, Anner. Bach, The Fencing Master: Reading aloud from the first three cello suites. Bylsma Fencing Mail, 2000.